# Edizioni di Storia e Letteratura
Edizioni di Storia e Letteratura ist ein wissenschaftlicher Verlag in Italien mit Sitz in Rom.
Der Verlag wurde im Jahre 1941 von Don Giuseppe De Luca in Rom gegründet. Das Verlagsprogramm ist auf wissenschaftliche Literatur der Fachgebiete Philologie, Geschichte, Kunstwissenschaft, Philosophie und Theologie spezialisiert. Ein besonderer Schwerpunkt des Verlags liegt auf der Publikation von Briefwechseln bekannter Wissenschaftler sowie auf Beiträge zu den historischen Hilfswissenschaften wie Bibliographie, Buchgeschichte und Paläographie. Als wissenschaftlicher Fachverlag veröffentlichen die Edizioni di Storia e Letteratura nicht nur in italienischer Sprache, sondern ebenso auf Deutsch, Englisch, Französisch oder Lateinisch. Die einzelnen Titel des Verlags erscheinen in thematisch zusammenhängenden Buchreihen wie etwa die Serie "Sussidi Eruditi". In der bekanntesten Serie des Verlags mit dem Titel "Storia e Letteratura" sind die gesammelten Schriften unter anderem von Autoren wie Ludwig Bertalot, Herbert Bloch, Peter Dronke, Eduard Fraenkel, Werner Jaeger, Paul Oskar Kristeller, Friedrich Leo, Anneliese Maier, Angelo Mercati, Arnaldo Momigliano und Berthold Louis Ullman erschienen.